# Theo Schär
Theo Schär (ur. 16 lutego 1903m zm. ?) – szwajcarski piłkarz grający na pozycji bramkarza. W swojej karierze rozegrał 1 mecz w reprezentacji Szwajcarii.

## Kariera piłkarska
W swojej karierze piłkarskiej Schär grał w klubie Servette FC.

## Kariera reprezentacyjna
W reprezentacji Szwajcarii Schär zadebiutował 28 marca 1926 roku w przegranym 0:5 towarzyskim meczu z Holandią, rozegranym w Amsterdamie. Był to jego jedyny występ w kadrze narodowej. Wcześniej, w 1924 roku, był rezerwowym bramkarzem Szwajcarii na Igrzyskach Olimpijskich w Paryżu. Na tych igrzyskach zdobył srebrny medal.